# HMS Dristig (83)
HMS Dristig (83) är en bevakningsbåt i svenska marinen av Tapper-klass.